# Thamnobryum
Thamnobryum ist eine subkosmopolitisch verbreitete Gattung von Laubmoosen aus der Familie Neckeraceae.

## Merkmale
Die Pflanzen haben einen auffällig bäumchenförmigen Wuchs: Sie besitzen einen am Boden kriechenden Hauptsproß. Von diesem steigen Stämmchen hoch, die sich in einiger Höhe verzweigen. Die Äste und Seitenästchen sind dabei in einer Ebene angeordnet. Die Pflanzen wachsen oft an Gewässern auf Erde und Gestein.

## Systematik und Arten
Thamnobryum wurde traditionell zusammen mit einigen weiteren Gattungen in der Familie Thamnobryaceae geführt; diese wiederum war Teil der Ordnung Neckerales. Aufgrund neuerer Forschungen wurde die Ordnung Neckerales eliminiert und in Hypnales eingegliedert; ebenso sind die ehemaligen Gattungen der Thamnobryaceae jetzt der Familie Neckeraceae zugeordnet.
Die Gattung Thamnobryum zählt weltweit zirka 44 Arten, wovon in Europa 3 vorkommen:
- Fuchsschwanzmoos (Thamnobryum alopecurum)
- Neckermoosähnliches Bäumchenmoos[1]  (Thamnobryum neckeroides), in Europa selten
- Thamnobryum subserratum, in neuerer Zeit in Österreich/Kärnten festgestellt